# Kawanuma (district)
Kawanuma (河沼郡, Kawanuma-gun) is een district van de prefectuur Fukushima  in Japan.
Op 1 april 2009 had het district een geschatte bevolking van 25.039 inwoners en een bevolkingsdichtheid van 88,1 inwoners per km². De totale oppervlakte bedraagt 284,08 km².

## Dorpen en gemeenten
- Aizubange
- Yanaizu
- Yugawa

## Geschiedenis
- Op 1 november 2005 werd de gemeente Kawahigashi aangehecht bij de stad Aizuwakamatsu.

Steden:
Aizuwakamatsu · Date · Fukushima (hoofdstad) · Iwaki · Kitakata · Koriyama · Minamisoma · Motomiya · Nihonmatsu · Shirakawa · Soma · Sukagawa · Tamura

Districten:
Adachi · Date · Futaba · Higashishirakawa · Ishikawa · Iwase · Kawanuma · Minamiaizu · Nishishirakawa · Onuma · Soma · Tamura · Yama
Gemeenten per district